# Вахаев, Мухумат Мовладиевич
Мухумат (Мухомад) Мовладиевич Вахаев (чечен. Вахийн Мохьмад; род. 22 марта 1990 года, Чечено-Ингушская ССР) — российский боец смешанных боевых искусств (ММА) и самбист, представитель тяжелой весовой категории. Выступает на профессиональном уровне с 2011 года, известен по участию в турнирах престижных бойцовских организаций как Absolute Championship Berkut и Absolute Championship Akhmat. Бывший чемпион ACB и ACA в тяжелом весе.

## Биография

### Ранние годы
Мухомад Вахаев родился 22 марта 1990 года в Чеченской Республике.

### Начало профессиональной карьеры
Карьеру профессионального бойца в смешанных единоборствах Вахаев начал в 2011 году. Его дебют состоялся в рамках турнира «ProFC Grand Prix Global — Caucasus», где он встретился с Натиком Гулиевым, Вахаев финишировал Гулиева техническим нокаутом в начале третьей минуты первого раунда.
Ранее выступал за «Пересвет», затем за клуб «Беркут», в настоящее время[когда?] защищает цвета клуба «Ахмат». Помимо выступлений на турнирах ACB, ACA, ProFC, провёл один бой на турнире Legion Fighting Championship.
Благодаря своим борцовским навыкам, большинство боёв выиграл за счёт борьбы. Побеждал таких именитых и титулованных бойцов, как: Евгений Гончаров, Денис Гольцов, Таннер Бозер.
Первый раз в карьере проиграл Казбеку Сайдалиеву на турнире «ProFC Grand Prix Global — Caucasus». В интервью советскому спорту боец рассказал, что в том бою у него украли победу. Также спортсмен рассказал, что его засудили в полуфинале на «Гран-при Беркут» против будущего чемпиона ACB Салимгеря Расулова. 20 июля 2016 года ему было присвоено звание мастер спорта России по смешанным боевым единоборствам (ММА).

### Absolute Championship Berkut
28 февраля 2015 года Вахаев подписал контракт с крупной российской организацией ACB. Дебютировал на турнире «ACB 14 — Grand Prix 2015», финишировав своего оппонента, бойца из Латвии, Игоря Костина, удушающим приемом во втором раунде.

### Бой с Гольцовым за титул ACB
19 августа 2017 года на турнире «ACB 67 — Cooper vs. Berkhamov» завоевал пояс чемпиона Absolute Championship Berkut (ACB) в тяжелом весе, им был повержен титулованный российский самбист, чемпион ACB в тяжелом весе, Денис Гольцов, техническим нокаутом в четвёртом раунде.
10 ноября 2018 года на турнире «ACB 90 Moscow» защитил титул Absolute Championship Berkut (ACB) в тяжелом весе в бою против претендента Сергея Билостенного. Вахаев одержал досрочную победу удушающим приемом в конце первого раунда.

### Absolute Championship Akhmat
21 февраля 2020 года в главном бою турнира «ACA 104 — Goncharov vs. Vakhaev» Мухумад Вахаев совершил камбэк и финишировал Евгения Гончарова удушающим приемом в третьем раунде и стал новым чемпионом Absolute Championship Akhmat (ACA) в тяжелом весе.
28 августа 2021 года на турнире ACA 127 в Краснодаре одержал победу над бразильцем Рафаэлем Пессоа 10-2, нокаутировав его в первом раунде поединка.

### Чемпионский бой с Тони Джонсоном
Поединок, возглавивший турнир ACA 132 в Минске 19 ноября 2021 года, завершился за тридцать семь секунд до конца первого раунда после того, как Вахаев пропустил удар справа и оказался в нокдауне, а американец не позволил сопернику вернуться в бой, добив его в партере.
27 августа на турнире ACA 143, который проходил, в Краснодаре состоялся поединок с Денисом Смолдаревым. Данное противостояние было остановлено в первом раунде, завершилось в пользу Мухумата техническим нокаутом.
23 декабря 2022 в Москве на ЦСКА Арена в со-главном событии турнира ACA 150 Евгений Гончаров победил единогласным решением судей в реванше Мухумата Вахаева. Первая половина боя была достаточно конкурентной, но в третьем раунде Гончаров взвинтил темп и тоннаж нанесенных ударов. В одном из моментов казалось, что Гончаров одержит досрочную победу, но сказалась усталость и бойцы снизив темп довели его до финального гонга. Все пятеро судей единогласно оценили победителя со счетом 29-28.
11 августа 2023 года в со-главном событии ACA 161 состоялся долгожданный поединок c экс-чемпионом AMC Fight Nights Григорием Пономаревым. Бой продлился лишь 35 секунд. Пономарев получил тяжелую травму ноги и не смог продолжить битву. Мухумат Вахаев одержал победу техническим нокаутом и вышел в полуфинал Гран-при тяжеловесов, где его соперником должен был стать Кирилл Корнилов, но в конце января 2024 выбыл из Гран-при ACA ввиду травмы.

## Титулы и достижения

### Профессиональная карьера ММА
- Absolute Championship Berkut
  -  Чемпион (ACB) в тяжёлом весе (один раз).
- Absolute Championship Akhmat
  -  Чемпион (ACA) в тяжёлом весе.

### Любительская карьера ММА
- Кубок России по ММА — [17]
- Чемпионат Южного федерального округа по ММА — ;
- Чемпионат Ростовской области по боевому самбо — [18].

## Статистика ММА
| Боёв 19  | Побед 12 | Поражений 6 |
| -------- | -------- | ----------- |
| Нокаутом | 6        | 3           |
| Сдачей   | 5        | 1           |
| Решением | 1        | 2           |
| Ничьи    | 1        | 1           |

| Результат | Рекорд | Соперник           | Способ                                    | Турнир                                                           | Дата             | Раунд | Время | Место                  | Примечание                                   |
| --------- | ------ | ------------------ | ----------------------------------------- | ---------------------------------------------------------------- | ---------------- | ----- | ----- | ---------------------- | -------------------------------------------- |
| Победа    | 12-6-1 | Григорий Понамарёв | ТКО (травма колена)                       | ACA 161: Гасанов — Абдурахманов                                  | 11 августа 2023  | 1     | 0:35  | Москва, Россия         | Четверть-финал Гран-при ACA в тяжёлом весе   |
| Поражение | 11-6-1 | Евгений Гончаров   | Единогласное решение                      | ACA 150: Резников — Кошкин                                       | 23 декабря 2022  | 3     | 5:00  | Москва, Россия         |                                              |
| Победа    | 11-5-1 | Денис Смолдарев    | Техническим нокаутом (удары)              | ACA 143: Гасанов — Фролов                                        | 27 августа 2022  | 1     | 1:23  | Краснодар, Россия      |                                              |
| Поражение | 10-5-1 | Тони Джонсон       | Техническим нокаутом (удары)              | ACA 132: Джонсон — Вахаев                                        | 19 ноября 2021   | 1     | 4:23  | Минск, Белоруссия      |                                              |
| Победа    | 10-4-1 | Рафаэль Пессоа     | Нокаутом (удары)                          | ACA 127: Керефов — Албасханов                                    | 28 августа 2021  | 1     | 4:28  | Краснодар, Россия      |                                              |
| Победа    | 9-4-1  | Евгений Гончаров   | Сабмишном (фронтальное удушение)          | ACA 104: Гончаров — Вахаев                                       | 21 февраля 2020  | 3     | 4:47  | Краснодар, Россия      | Второй раз завоевал титул АСА в тяжёлом весе |
| Победа    | 8-4-1  | Сергей Билостенный | Сабмишном (удушение сзади)                | ACB 90 Moscow                                                    | 10 ноября 2018   | 1     | 4:32  | Москва, Россия         | Защитил титул АСА в тяжёлом весе             |
| Победа    | 7-4-1  | Денис Гольцов      | Техническим нокаутом (сдача от ударов)    | ACB 67 Cooper vs. Berkhamov                                      | 19 августа 2017  | 4     | 1:57  | Грозный, Россия        | Завоевал титул АСА в тяжёлом весе            |
| Победа    | 6-4-1  | Дмитрий Домин      | Сабмишном (удушение гильотиной)           | Legion Fighting Championship Universal Battle Among Professional | 30 июля 2017     | 1     | 4:36  | Ташкент, Узбекистан    |                                              |
| Победа    | 5-4-1  | Таннер Бозер       | Решением (раздельным)                     | ACB 54 Supersonic                                                | 11 марта 2017    | 3     | 5:00  | Манчестер, Англия      |                                              |
| Победа    | 4-4-1  | Сергей Билостенный | Сабмишном (удушение сзади)                | ACB 48 Revenge                                                   | 22 октября 2016  | 1     | 4:10  | Москва, Россия         |                                              |
| Победа    | 3-4-1  | Владимир Дайнеко   | Техническим нокаутом (удары)              | ACB 38 — Breakthrough                                            | 20 мая 2016      | 1     | 4:46  | Ростов-на-Дону, Россия |                                              |
| Ничья     | 2-4-1  | Винишиус Лима      | Ничья                                     | ACB 26 — Grand Prix Final 2015                                   | 28 ноября 2015   | 3     | 5:00  | Грозный, Россия        |                                              |
| Поражение | 2-4    | Салимгерей Расулов | Решением (раздельным)                     | ACB 19 — Grand Prix Berkut 2015 Stage 6                          | 30 мая 2015      | 3     | 5:00  | Калининград, Россия    |                                              |
| Победа    | 2-3    | Игорь Костин       | Сабмишном (удушение сзади)                | ACB 14 — Grand Prix 2015                                         | 28 февраля 2015  | 2     | N/A   | Грозный, Россия        |                                              |
| Поражение | 1-3    | Даниил Арепьев     | Техническим нокаутом (удары)              | ProFC 52 — Kursk Battle                                          | 30 ноября 2013   | 3     | 3:34  | Курск, Россия          |                                              |
| Поражение | 1-2    | Дмитрий Сосновский | Сабмишном                                 | ProFC — ProFC 50                                                 | 16 октября 2013  | 1     | 2:17  | Ростов-на-Дону, Россия |                                              |
| Поражение | 1-1    | Казбек Саидалиев   | Техническим нокаутом (остановка доктором) | ProFC Grand Prix Global — Caucasus                               | 26 сентября 2011 | 2     | 2:08  | Дербент, Россия        |                                              |
| Победа    | 1-0    | Натик Гулиев       | Техническим нокаутом (удары)              | ProFC Grand Prix Global — Caucasus                               | 26 сентября 2011 | 1     | 2:52  | Дербент, Россия        | Дебют в ММА                                  |